# Breuvery-sur-Coole
Breuvery-sur-Coole é uma comuna francesa na região administrativa do Grande Leste, no departamento de Marne. Estende-se por uma área de 10.06 km², e possui 217 habitantes, segundo o censo de 2018, com uma densidade de 22 hab/km².